# Finian's Rainbow
Finian's Rainbow (bra: O Caminho do Arco-Íris; prt: O Vale do Arco-Íris) é um filme norte-americano de 1968, do gênero comédia fantástico-musical, dirigido por Francis Ford Coppola, com roteiro de E. Y. Harburg e Fred Saidy baseado em seu musical Finian's Rainbow, criado em parceria com Burton Lane.

## Sinopse
Finian e a filha Sharon deixam a Irlanda e chegam a uma pequena comunidade no fictício Missitucky, carregando um pote de ouro que roubaram do duende Og. Finian acredita que, se enterrar o pote em solo americano, ele vai se tornar um tesouro ainda maior (assim como o Fort Knox), por exemplo). Sharon se apaixona pelo lavrador Woody Mahoney, que, assim como os outros moradores do lugar, recebe ameaças do senador Billboard Rawkins. Enquanto Finian regateia três desejos com Og, Sharon enfrenta o racista Rawkins. Ela deseja que ele se torne negro, para sentir na pele o sofrimento de quem está do outro lado—e isso acaba por acontecer graças a Og. Para impedir que Sharon e Woody sejam queimados como bruxos, Og concede um último desejo, que o transforma em um ser humano. Bom para ele, que caiu de amores pela misteriosa montanhesa Susan, a Silenciosa...

## Prêmios e indicações
| Prêmio             | Categoria                         | Recipientes                              | Situação |
| ------------------ | --------------------------------- | ---------------------------------------- | -------- |
| Oscar 1969         | Melhor trilha sonora              | Ray Heindorf                             | Indicado |
| Oscar 1969         | Melhor som                        | Depto. de som da Warner Bros.-Seven Arts | Indicado |
| Globo de Ouro 1969 | Melhor filme - comédia ou musical | Joseph Landon, Joel Freeman (prod.)      | Indicado |
| Globo de Ouro 1969 | Melhor atriz - comédia ou musical | Petula Clark                             | Indicada |
| Globo de Ouro 1969 | Melhor ator - comédia ou musical  | Fred Astaire                             | Indicado |
| Globo de Ouro 1969 | Melhor atriz coadjuvante          | Barbara Hancock                          | Indicada |
| Globo de Ouro 1969 | Revelação feminina                | Barbara Hancock                          | Indicada |

## Elenco
| Ator/Atriz      | Personagem                |
| --------------- | ------------------------- |
| Fred Astaire    | Finian McLonergan         |
| Petula Clark    | Sharon McLonergan         |
| Tommy Steele    | Og                        |
| Don Francks     | Woody Mahoney             |
| Keenan Wynn     | Senador Billboard Rawkins |
| Al Freeman Jr.  | Howard                    |
| Barbara Hancock | Susan, a Silenciosa       |
| Ronald Colby    | Buzz Collins              |
| Dolph Sweet     | Xerife                    |
| Wright King     | Promotor                  |
| Louil Silas     | Henry                     |

## Produção
Finian's Rainbow é a versão para o cinema do musical de E.Y. Harburg e Fred Saidy (também os roteiristas), que foi grande sucesso na década de 1940, tendo tido 725 apresentações na Broadway entre 1947 e 1948. O tema da intolerância racial, tão avançado para aqueles anos, deixa o filme com um ar antiquado, ou, como pontua Leonard Maltin, "embaraçosamente datado vinte anos depois".
A produção foi acidentada, devido à inexperiência de Coppola no gênero, escolhido pela Warner Bros. após o modesto sucesso de seu trabalho anterior, You're a Big Boy Now (1966). Com um orçamento inadequado para um grande musical, ele teve de rodar quase tudo no próprio estúdio.
Fred Astaire, em seu último filme como protagonista, estava velho para o papel e impossível de ser levado a sério como um pobre campônio irlandês. Ele exigiu que seu papel fosse aumentado e lhe permitisse dançar um pouco, pois no roteiro ele mal cantava.
Foram preservadas virtualmente todas as canções compostas para o espetáculo da Broadway, entre elas "If This Isn't Love", "Look to the Rainbow" e o sucesso "How Are Things in Glocca Morra?"
Apesar de ser um fracasso artístico, na visão de grande parte da crítica, o filme foi um grande sucesso nas bilheterias. Além do mais, recebeu duas indicações ao Oscar e cinco ao Globo de Ouro. Na contramão de seus pares, Leonard Maltin considera-o "talvez o melhor filme musical de sua época".